# Панеллюс вяжущий
Пане́ллюс вя́жущий (лат. Panéllus stípticus), или сычу́жный гриб — вид грибов-базидиомицетов, входящий в род Панеллюс семейства Миценовые (Mycenaceae). Типовой вид рода.

## Описание

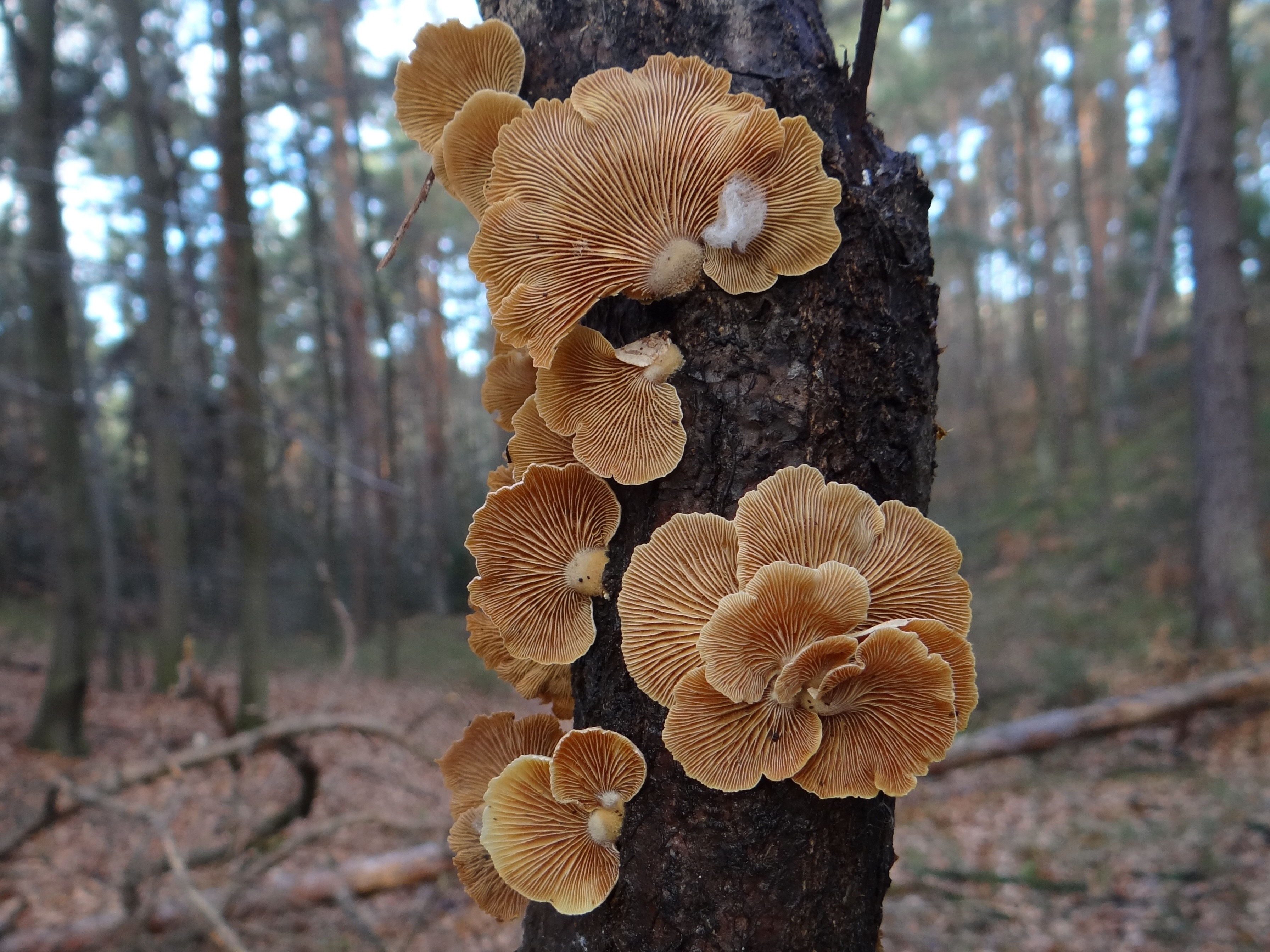

Плодовые тела шляпко-ножечные, шляпка вееровидной, затем иногда почковидной формы, с несколько лопастным краем, у молодых грибов подвёрнутым, 0,5—3,5 см шириной, 0,2—3 см длиной. Поверхность шляпки несколько растрескивающаяся, во влажную погоду жёлто-коричневая, при высыхании светло-охристая, редко почти белая.
Ножка боковая, слабо развитая, но всегда заметная, 1—10 мм длиной и 2—7 мм толщиной, цилиндрическая или несколько суженная к основанию, окрашена под цвет шляпки.
Пластинки частые до довольно редких, часто переплетающиеся и ветвящиеся, слабо низбегающие на ножку, окрашены в коричневые и желтовато-коричневые тона.
Мякоть тёмно-жёлто-коричневая или кремовая, с грибным запахом и резким едко-горьким вкусом.
Споровый отпечаток белый. Споры 3,5—5,5×2—3 мкм, продолговатые до фасолевидных, амилоидные. Хейлоцистиды частые, цилиндрические, извилистые, до 80 мкм длиной, неокрашенные. Плевроцистиды отсутствуют.
Несъедобный гриб, обладающий горьким вкусом.

## Экология и ареал
Широко распространённый в Евразии и Северной Америке вид.
Встречается на древесине различных лиственных деревьев, наиболее часто — на дубе.

## Синонимы
- Agaricus farinaceus Schumach., 1803
- Agaricus lateralis Schaeff., 1774
- Agaricus stipticus Bull., 1783basionym
- Crepidopus stipticus (Bull.) Gray, 1821
- Lentinus farinaceus (Schumach.) Henn., 1898
- Lentinus stipticus (Bull.) J.Schröt., 1889
- Panellus farinaceus (Schumach.) P.Karst., 1879
- Panus farinaceus (Schumach.) Fr., 1838
- Panus stipticus (Bull.) Fr., 1838
- Pleurotus stipticus (Bull.) P.Kumm., 1871
- Pocillaria stiptica (Bull.) Kuntze, 1898
- Rhipidium stipticum (Bull.) Wallr., 1833